# Merry Christmas (canção)
"Merry Christmas" é uma canção dos cantores e compositores ingleses Ed Sheeran e Elton John, lançada pelas editoras discográficas Asylum e Atlantic como um single a 3 de Dezembro de 2021. O tema aparece nas edições de Natal do quinto álbum de estúdio de Sheeran, = (2021), e no 32.° álbum de estúdio de John, The Lockdown Sessions (2021). Os dois artistas compuseram a música juntamenet com o produtor Steve Mac. "Merry Christmas" estreou no topo da tabela de singles do Reino Unido na semana de 10 de Dezembro de 2021, tornando-se no 12.° número um de Sheeran naquele país, assim como o nono de John. Também liderou as tabelas na Irlanda e na Suíça.

## Antecedentes e lançamento
"Merry Christmas" é a primeira música de Natal de Sheeran, e o segundo single de Natal de John, após o lançamento de "Step into Christmas" (1973), embora Sheeran já tenha co-escrito a música de Natal "When Christmas Comes Around" (2016) do cantor inglês Matt Terry. Em uma entrevista à NPO Radio 2 em Outubro de 2021, Sheeran revelou que John lhe pediu para gravarem uma música juntos no ano anterior, após o sucesso de "Step into Christmas". Ele também se lembrou de ter escrito o refrão da música no mesmo dia em que foi convidado por John. A 29 de Novembro de 2021, Sheeran e John anunciaram a colaboração e sua data de lançamento. Eles também declararam que todos os rendimentos da música no Reino Unido iriam para doações para a Ed Sheeran Suffolk Music Foundation e a Elton John AIDS Foundation. Em uma aparição no The Tonight Show with Jimmy Fallon, Sheeran revelou que ficou com John após escrever o refrão da música, tendo eles acabado por conceber três canções de Natal, com "Merry Christmas" sendo uma delas.
Em Dezembro de 2021, o casal de blogueiros britânico LadBaby se juntou a Sheeran e John para gravar uma versão címica da canção intitulada "Sausage Rolls for Everyone" com o tema de rolinho de salsicha como um single de caridade cujos rendimentos iriam para o The Trussell Trust. Foi lançado como single a 17 de Dezembro de 2021.

## Vídeo musical
O vídeo musical oficial de "Merry Christmas" foi estreado no canal de Sheeran no YouTube a 3 de Dezembro de 2021. Recriando uma cena do filme de comédia romântica Love Actually, o vídeo mostra Sheeran e John prestando homenagem a êxitos britânicos natalinos anteriores, incluindo "Last Christmas", "Walking in the Air", "Merry Christmas Everyone", e "Stay Another Day". Várias personalidades fizeram uma participação especial no vídeo, incluindo Jonathan Ross, Michael McIntyre, Big Narstie, Mr. Blobby e the Darkness.

## Desempenho nas tabelas musicais
No Reino Unido, a canção estreou eno primeiro lugar na semana de 10 de Dezembro de 2021, tirando "Easy on Me" (2021) de Adele do primeiro lugar após sete semanas consecutivas. A música ficou em primeiro lugar por duas semanas. Na semana de 24 de Dezembro, "Merry Christmas" se tornou no single número dois no Natal de 2021, tendo sido derrubada do primeiro lugar por "Sausage Rolls for Everyone". Como resultado, 2021 foi o único ano em que os números um e dois no Natal foram duas versões da mesma música pelos mesmos artistas. Além disso, este tornou-se o quarto single número um de Natal consecutivo de LadbBaby, fazendo da dupla o segundo ato na história, depois dos Beatles, a garantir quatro singles número um no Natal, e fez história ao se tornar o primeiro ato a alcançar quatro êxitos consecutivos no topo das tabelas de Natal, ultrapassando os recordes dos Beatles e das Spice Girls. "Sausage Rolls for Everyone" também se tornou o 70.º single número um de Natal na história da tabela de singles do Reino Unido desde a sua introdução em 1952.
Tabelas semanais
| País — Tabela musical (2021-22)                       | Posição de pico |
| ----------------------------------------------------- | --------------- |
| Austrália — Top 100 Singles (ARIA Charts)             | 16              |
| Áustria — Ö3 Austria Top 40                           | 5               |
| Bélgica (Flandres) — Top 50 Singles (Ultratop)        | 8               |
| Bélgica (Valónia) — Top 50 Singles (Ultratop)         | 22              |
| Canadá — Hot 100 (Billboard)                          | 16              |
| Canadá — Adult Contemporary (Billboard)               | 45              |
| Canadá — CHR/Top 40 (Billboard)                       | 23              |
| CEI — Tophit                                          | 57              |
| República Checa — Rádio Top 100 (FIIF)                | 21              |
| República Checa — Singles Digital - Top 100 (FIIF)    | 42              |
| Dinamarca — Single Top-40 (Hitlisten)                 | 16              |
| Europa — Digital Song Sales (Billboard)               | 1               |
| Finlândia — Suomen virallinen singlelista             | 19              |
| França — Top Singles (SNEP)                           | 125             |
| Alemanha — Top 100 Singles (GfK Entertainment Charts) | 4               |
| Mundo — Global 200 (Billboard)                        | 20              |
| Hungria — Radiós Top 40 (MAHASZ)                      | 24              |
| Hungria — Single Top 40 (MAHASZ)                      | 2               |
| Irlanda — Singles Top 50 (IRMA)                       | 1               |
| Japão — Hot Overseas (Billboard)                      | 4               |
| Látvia — EHR                                          | 16              |
| Letónia — Top 100 (AGATA)                             | 24              |
| México — Airplay (Billboard)                          | 24              |
| Países Baixos — Stichting Nederlandse Top 40          | 5               |
| Países Baixos — Single Top 100 (MegaCharts)           | 11              |
| Nova Zelândia — Top 40 Singles (RMNZ)                 | 24              |
| Noruega — Topp 40 Singles (VG-lista)                  | 10              |
| Polónia — Airplay Top 100 (ZPAV)                      | 52              |
| Eslováquia — Rádio Top 100 (FIIF)                     | 24              |
| Eslováquia — Singles Digital - Top 100 (FIIF)         | 35              |
| Coreia do Sul — Digital Chart (Gaon)                  | 157             |
| Suécia — Top Singles Top 100 (Sverigetopplistan)      | 4               |
| Suíça — Top Singles Top 75 (Schweizer Hitparade)      | 1               |
| Reino Unido — Official Singles Chart Top 100 (OCC)    | 1               |
| Ucrânia — Airplay (Tophit)                            | 37              |
| Estados Unidos — Billboard Hot 100                    | 66              |
| Estados Unidos — Adult Contemporary (Billboard)       | 2               |
| Estados Unidos — Adult Top 40 (Billboard)             | 28              |
| Estados Unidos — Holiday 100 (Billboard)              | 40              |